# Junko Yagami
Junko Yagami (八神 純子, Yagami Junko, Nagoia, 5 de janeiro de 1958) é uma cantora e compositora japonesa da Província de Aichi. Ela lançou 25 álbuns, incluindo 6 álbuns de concertos ao vivo, e é uma figura notável na música japonesa dos anos 1970 e 1980.

## Biografia

### Educação
Junko Yagami nasceu na Província de Aichi. Nasceu em 5 de janeiro de 1958, em Chikusa-ku, Nagoia, como a filha mais velha de Ryozo Yagami, que nasceu na família fundadora de Yagami Seisakusho e mais tarde se tornou o quarto presidente da empresa.
Começou a aprender piano aos 3 anos e dança japonesa desde a 1ª série do ensino fundamental. Ela adora cantar desde criança, e mesmo em casa continuou cantando as músicas de The Peanuts e Shirley Bassey, o que surpreendeu seus pais.
Por outro lado, Yagami disse sobre sua infância: "Quando eu estava na escola primária, eu era muito desajeitada e não gostava de mim mesma. Era a criança que era boa nas atividades, porém tímida e totalmente discreta".
Quando ela entrou na Aichi Shukutoku High School, ela formou um círculo de guitarra acústica e às vezes ia a festivais escolares em outras escolas com eles. Ela começou a frequentar a escola de talentos vocais da Yamaha e se dedicou à prática de canto. Ela começou a escrever músicas enquanto estava no ensino médio, e quando ela tinha 16 anos em 1974, ela escreveu e compôs a música "Everyone on a Rainy Day" pela primeira vez.

### Pré-estreia
Yagami participou da 8ª Yamaha Popular Song Contest, realizada em 13 de outubro de 1974, e ganhou o Prêmio de Melhor Canção por "Everyone on a Rainy Day". No mesmo torneio, "Time of Happiness" também foi indicada e selecionado como uma música premiada. Yagami foi o única que foi indicada para duas músicas no mesmo torneio e a ganhar um prêmio ao mesmo tempo depois que a rodada final foi realizada em Tsumagoi. Depois disso, ela participou do 5º Festival Mundial da Canção Popular com "Junko's Dream" e avançou para as finais.
Em relação às atividades musicais enquanto frequentava a Aichi Shukutoku High School, Yagami disse: "Por ser uma escola que não permitia coisas chamativas, eu era chamado para a diretoria toda vez que participava de um concurso e era avisada para não fazer isso".
Em 10 de dezembro de 1974, ela fez sua pré-estréia no selo AARD-VARK da Canyon Records com o single "Rainy Day Hitotsugoto".  No ano seguinte, em 10 de fevereiro de 1975, o segundo single "Happy Time" também foi lançado.
Ela também participou do 9º Popcon realizado em maio de 1975 e ganhou o Prêmio de Canção Excelente por "To the Land of Happiness". Ela também participou do 6º Festival Mundial da Canção Popular com "Hand in Hand" e venceu pelo segundo ano consecutivo. Yagami conta que foi convidada por um artista estrangeiro que participou do Festival Mundial da Canção Popular e decidiu encarar o desafio de festivais e concursos de música no exterior. Em 1976, quando estava no terceiro ano do ensino médio, participou do 17º Festival de Música Chilena  e cantou "I Shall Forget" em roupas japonesas com a orquestra ao fundo, conquistando assim o 6º lugar.
Após se formar no colegial, ela seguiu o caminho da música, e de 1976 antes de sua estreia profissional até 1980 após sua estreia, ela apareceu com Takashi Kawamura no programa de banda "Dede and Junko's Music Trip" fornecido por Reiyukai no Nippon Cultural Broadcasting.
"Small Sakuragai" produzido na época da estreia era uma música folk de ritmo lento, mas não foi lançada na época. "Popcon Super Selection Junko Yagami Best" foi lançado em 26 de março de 2003, como um dos melhores álbuns da série "Popcon Super Selection" lançado pela King Records para comemorar o 30º aniversário da Popcon.

### Estreia em grande escala
Em 5 de janeiro de 1978, em seu aniversário de 20 anos, ela fez sua estreia em grande escala como cantora profissional com o single "Memories are too beautiful" da Discomate Records. Esta música foi a 25ª mais alta na parada da Oricon e foi um sucesso com vendas de até 120.000 cópias. Em 25 de junho do mesmo ano, o álbum de estreia "Memories are too beautiful" foi lançado e se tornou um sucesso no 5º lugar na parada da Oricon.
Além disso, desde o início de sua estreia, foi marcante na época que ela liderou a banda de apoio exclusiva "Melting Pot", composta por membros selecionados do Nem Conservatory.
Então, em 5 de maio do mesmo ano, foi lançado o single "Goodbye Words". Esta música foi um cover da música de Kayoko Ono, que ganhou o 13º Popcon Grand Prix realizado em 1977. No entanto, foi desagradável para Yagami que o single se tornasse um cover em vez de sua própria composição. Refletindo sobre essa situação, o resultado foi 67º lugar no parada da Oricon e vendeu 19 mil exemplares, apesar do hit ocorrido no trabalho anterior.

### "Mizuiro no Ame"

Cerimônia de Premiação da Listeners Grand Prix em dezembro de 1978

Devido às más vendas do single "Goodbye Words", Yagami foi forçada a considerar se aposentar como cantora. Quando ela estava perdida de como fazer a próxima música, ela de repente teve uma ideia na ponte de pedestres em Harajuku, Tóquio, e compôs "Mizuiro no Ame" (letra de Yoshiko Miura). Yagami disse: "'Mizuiro no Ame' foi escrito com a voz de Hiromi Iwasaki em mente, e o single anterior não vendeu como esperado, então eu estava pensando em me aposentar como cantora e me tornar um escritora". No entanto, ela disse: "Eu tentei cantá-la sozinha e foi muito bem recebida e foi uma gravação muito popular".
Quando "Mizuiro no Ame" foi lançado como single em 5 de setembro do mesmo ano, o número de pedidos começou a aumentar principalmente para programas de TV a cabo e de rádio, e o ranking na Oricon também subiu, passando a ser transmitido no TBS em janeiro de 1978. Ao aparecer no "Spotlight of the Week", que apresenta as músicas mais populares do programa musical "The Best Ten", ela ganhou popularidade em todo o país. Yagami disse: "Eu tive uma grande chance durante a noite".
Junto com isso, o número de aparições em programas de música de TV aumentou, e Hiroshi Kume, que era o moderador do "The Best Ten", muitas vezes zombava dela sobre sua forma corporal, aparência e figurinos toda vez que Yagami aparecia. No entanto, Yagami aceitou positivamente: "Acho que ele aliviou minha tensão o tempo todo". Em relação a Tetsuko Kuroyanagi, "Eu era realmente uma estudante e trabalhadora, e tirava meu chapéu toda vez que trabalhava. A pesquisa de pré-produção foi ótima", disse ela.
O single "Mizuiro no Ame" ficou em 2º lugar na parada da Oricon e se tornou um grande sucesso com vendas de 600.000 cópias. Em dezembro do mesmo ano, ela ganhou o "Lion Listeners Grand Prix FM Tokyo Best Newcomer Award" por esta música."
Em 1 de outubro de 1978, o fã-clube oficial de Junko Yagami foi formado e o boletim informativo "Hello Ando Gubbai" foi publicado.
No ano seguinte, em 5 de abril de 1979, ela lançou seu segundo álbum, "I'm a Real Face", e conquistou o 1º lugar na parada da Oricon.  No mesmo ano, ela fez uma série de singles como "Memory Screen" e "Polar Star".
Caracterizada pelo estilo de soprar um apito ao tocar piano, ela sempre pendurou o apito em forma de cruz no pescoço como uma marca registrada. A participação no festival de música chileno teve uma grande influência, e muitos dos primeiros sucessos foram canções de acordes menores com ritmos de bossa nova, samba, melancolia e paixão latinas. A própria Yagami disse: "Costumava ser sombria. Mas ainda acho que a paixão menor é linda."

### Depois de ficar nos Estados Unidos

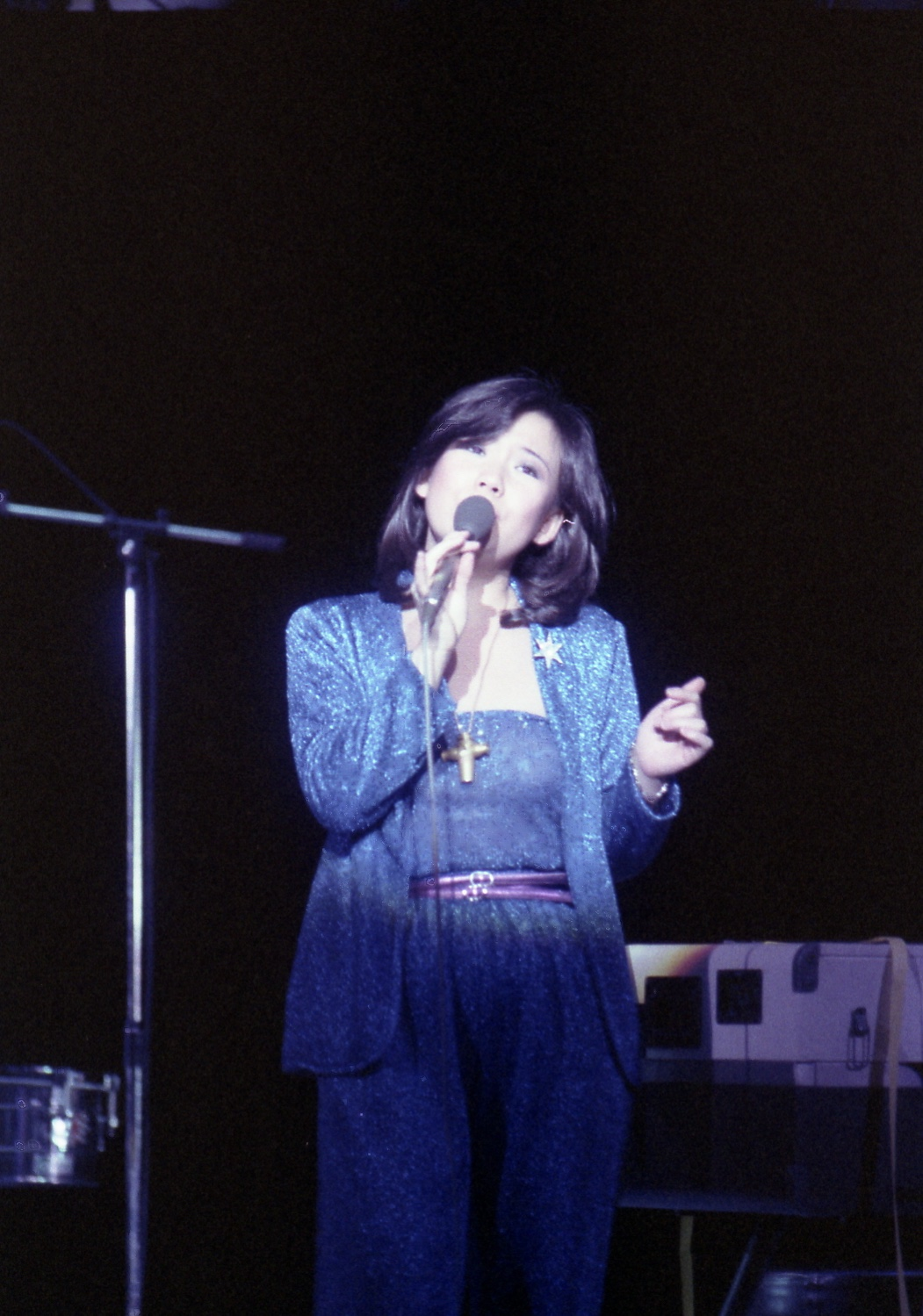
Primeiro encontro de fãs

Yagami viajou para Los Angeles, EUA por 54 dias a partir de abril de 1980, e ficou com uma família comum. Depois de retornar ao Japão, o single "Purple Town ~ You Oughta Know By Now ~", lançado em 21 de julho do mesmo ano, tornou-se o segundo mais alto na parada da Oricon e se tornou um grande sucesso com vendas de 600.000 cópias. Esta música foi muito famosa nas ruas de Nova Iorque sendo baseada na experiência de ficar nos Estados Unidos, e foi usada como uma música de imagem de CM para a campanha "I LOVE NEW YORK" do JALPAK.
A primeira metade desta música foi composta com base no arranjo e parte da linha melódica de "You Oughta Know By Now" de Ray Kennedy, e a segunda metade do refrão foi a composição original de Yagami. No entanto, foi inicialmente lançado como "Purple Town", e como o nome de Kennedy não foi creditado ao primeiro conselho de imprensa, houve boatos sobre ser "plágio" imediatamente após o lançamento. Por outro lado, a editora, Disco Mate Records, obteve permissão para usar a música de Kennedy, e os direitos da música original eram complicados, e a fonte sonora do CM foi subitamente transformada em disco, o que causou um erro. A partir do quadro de re-impressão, o título original "You Oughta Know By Now" também foi escrito no título, e Kennedy e outros três foram creditados adicionalmente para resolver o problema. As suspeitas foram esclarecidas e Yagami fez sua primeira aparição no "31º NHK Kouhaku Uta Gassen" do mesmo ano com essa música.
Além disso, o single "Mr. Blue ~ My Earth ~" em 5 de novembro do mesmo ano foi usado como música tema do "Panorama Solar System" da NHK.
Músicas firmemente ligadas a empresas como Yamaha Audio ("I'm A Woman") em 1981 e JAL Okinawa Campaign '82 ("Summer in Summer-Memory is Burned on Bare Skin") em 1982 também foram grandes sucessos.
Nessa época, Yagami foi mencionada em uma revista semanal feminina sobre seu relacionamento com Hiromi Go, mas de acordo com Yagami, ele era apenas um amigo que ia ao cinema e às refeições, não uma paquera.
Em 1983, com Brooks Arthur como produtor, ela produziu e lançou o álbum todo em inglês "I WANNA MAKE A HIT WIT-CHOO" nos Estados Unidos. No entanto, ela não ficou satisfeita com o resultado e sentiu limitada em se expressar em inglês, mas um dia sonhou em se mudar para o exterior para poder curtir músicas e filmes em inglês. Devido a essa mudança de mentalidade, ela deixou a Yamaha Music Foundation, à qual pertencia desde sua estreia, ao final do álbum "FULL MOON", lançado em 5 de dezembro do mesmo ano.

### Casamento/imigração para os Estados Unidos
Ao mesmo tempo que a transferência da Yamaha, a gravadora também transferiu da Discomate Records para a Alpha Moon. De 1985 a 1986, Alpha Moon lançou três álbuns, "COMMUNICATION", "Jun" e "Yagamania".
Em 7 de fevereiro de 1986, Yagami se casou com John Stanley, um produtor musical britânico dois anos mais velho que ela, no Havaí. Ela se mudou para os Estados Unidos no outono e vive em Wood Ranch em Simi Valley, Califórnia. Ela deu à luz sua filha mais velha em 1989 e seu filho mais velho em 1993.
Depois de se casar, ela mudou sua base de atividades para Los Angeles. Desde 1990, ela retorna ao Japão todos os anos para realizar shows e jantares.

## Discografia

### Álbuns de estúdio
| Ano  | Nome do álbum               | Gravadora      | Nota(s)           |
| ---- | --------------------------- | -------------- | ----------------- |
| 1978 | 思い出は美しすぎて          | Discomate      |                   |
| 1979 | 素顔の私                    | Discomate      |                   |
| 1980 | Mr. メトロポリス            | Discomate      |                   |
| 1982 | 夢見る頃を過ぎても          | Discomate      |                   |
| 1983 | Lonely Girl                 | Discomate      |                   |
| 1983 | I Wanna Make A Hit Wit-Choo | Discomate      |                   |
| 1983 | Full Moon                   | Discomate      |                   |
| 1985 | Communication               | Moon Records   |                   |
| 1985 | 純                          | Moon Records   |                   |
| 1986 | Yagamania                   | Moon Records   |                   |
| 1987 | Truth Hurts                 | NEC Avenue     |                   |
| 1989 | Love is Gold                | NEC Avenue     |                   |
| 1990 | My Invitation               | NEC Avenue     |                   |
| 1991 | State of Amber              | NEC Avenue     |                   |
| 1993 | Mellow Cafe                 | NEC Avenue     |                   |
| 1994 | Renaissance                 | NEC Avenue     |                   |
| 1997 | So Amazing                  | Id Net Inc.    | Como June Stanley |
| 2013 | Here I Am 〜Head To Toe〜   | GT Music       |                   |
| 2016 | There You Are               | Listen J Label |                   |

### Álbuns ao vivo
| Ano  | Nome do álbum             | Gravadora      | Nota(s)                                                            |
| ---- | ------------------------- | -------------- | ------------------------------------------------------------------ |
| 1984 | Junko The Live            | Discomate      |                                                                    |
| 2014 | The Night Flight          | GT Music       | Com Tsugutoshi Goto, Masaki Matsubara, Jun Sato e Syuichi Murakami |
| 2016 | The Night Flight 2        | Listen J Label |                                                                    |
| 2017 | Premium Symphonic Concert | Listen J Label |                                                                    |
| 2017 | The Night Flight 3        | Listen J Label |                                                                    |
| 2018 | This Is The ヤガ祭り      | GT Music       |                                                                    |

### Álbuns cover
| Ano  | Nome do álbum                    | Gravadora    | Nota(s)           |
| ---- | -------------------------------- | ------------ | ----------------- |
| 1992 | Christmas at Junko's             | Bandai Music |                   |
| 1996 | Inside Myself                    | Id Net Inc.  | Como June Stanley |
| 2012 | Vreath 〜My Favorite Cocky Pop〜 | GT Music     |                   |

### Soundtracks
| Ano  | Nome do álbum                      | Gravadora | Nota(s)                                              |
| ---- | ---------------------------------- | --------- | ---------------------------------------------------- |
| 1983 | Yamato Final - Synthesizer Fantasy | Columbia  | Com Jun Fukamachi, Hiroshi Miyagawa e Kentarō Haneda |

### Compilações
| Ano  | Nome do álbum                                    | Gravadora                   |
| ---- | ------------------------------------------------ | --------------------------- |
| 1980 | Junko the Best                                   | Discomate                   |
| 1982 | Summer In Summer                                 | Discomate                   |
| 1984 | 軌跡I                                            | Discomate                   |
| 1984 | 軌跡II                                           | Discomate                   |
| 1984 | Best 15                                          | Discomate                   |
| 1987 | Chapter II Best Selection                        | Moon Records                |
| 1990 | ベスト・オブ・ミー                               | NEC Avenue                  |
| 1996 | The Best Selection                               | Continental                 |
| 2006 | ポプコン・マイ・リコメンド 八神純子 ポップヒッツ | King Records                |
| 2009 | 1974~1986 Singles Plus                           | Victor                      |
| 2013 | 2CD Best 1978-1983                               | Yamaha Music Communications |